# نيكول جاكسون
نيكول جاكسون (بالإنجليزية: Nicole Jackson)‏ هي لاعبة هوكي الجليد بريطانية، ولدت في 31 أغسطس 1992.

## وصلات خارجية
- نيكول جاكسون على موقع EliteProspects.com (الإنجليزية)